# Gentiane express
Le Gentiane Express est un train touristique français qui reprend partiellement la ligne de Bort-les-Orgues à Neussargues, en France. 

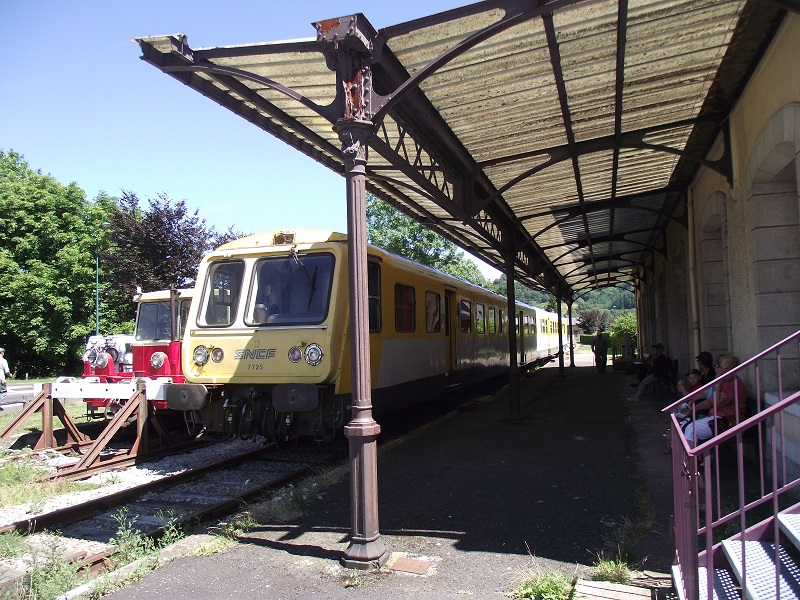
Une RGP 1 du Gentiane Express en gare de Riom-ès-Montagnes et la draisine DU 65 à côté.

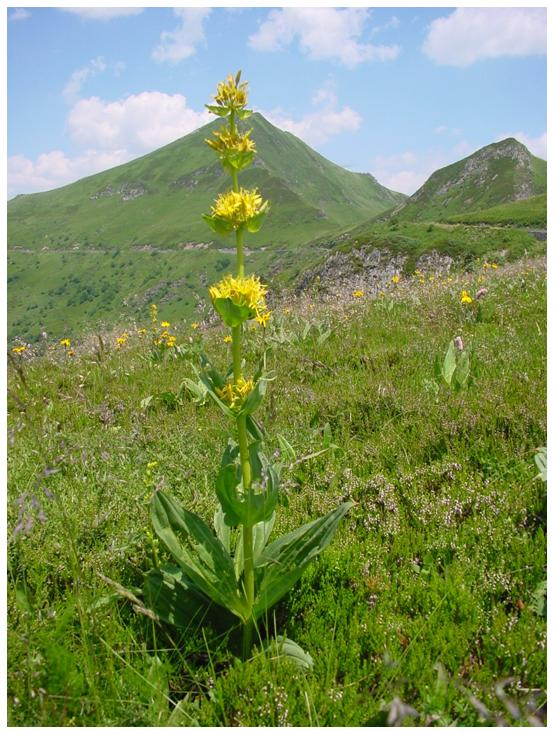
La gentiane jaune, ici devant le puy Mary, a prêté son nom.

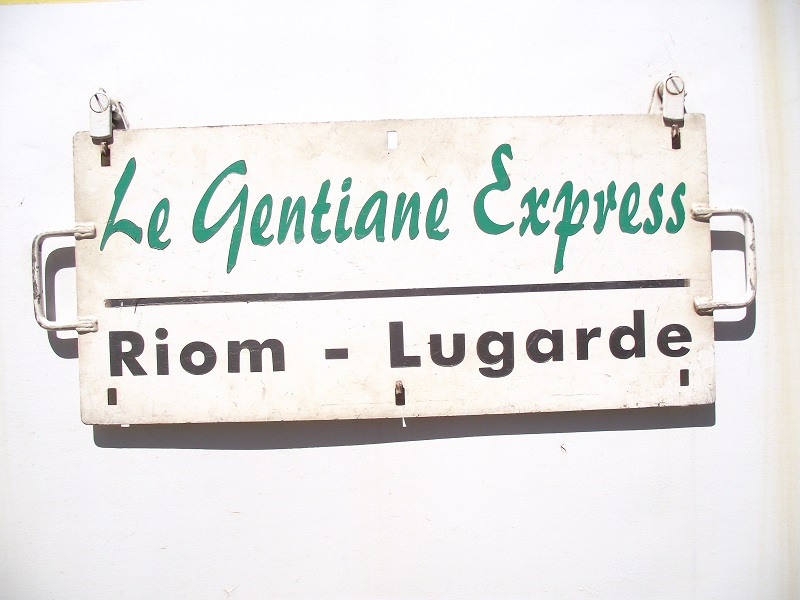
Plaque du Gentiane Express.

## Parcours
Il emprunte d'avril à novembre les seize kilomètres entre la gare de Riom-ès-Montagnes et la gare de Lugarde - Marchastel, dans le département du Cantal, par un parcours tourmenté passant d'ouest en est par le tunnel de l'Estampe, le viaduc de Barajol, le viaduc de Chassagny, le tunnel de Montagnac et le viaduc de Lugarde. 
Il atteint le plateau du Cézallier et le col de Pierrefitte (altitude 1 061 mètres) permettant de découvrir les magnifiques paysages de montagne du parc des volcans d'Auvergne depuis le puy de Sancy vers le puy Mary. 

## Histoire
Le circuit du Gentiane Express est organisé par l'Association des chemins de fer de la Haute-Auvergne (CFHA) dont l'objet est de conserver et de promouvoir le patrimoine ferroviaire de la Haute-Auvergne. Depuis 1993, date de création de l'association, 120 bénévoles participent ainsi chaque année activement à la préservation du patrimoine ferroviaire et à l'exploitation du train touristique.
Le nombre de voyageurs sur le Gentiane Express est en croissance régulière : en 2009, il s'est élevé à 11 762 voyageurs pour 160 trains et 13 965 km parcourus. En 2014, 15 000 voyageurs ont emprunté le train touristique. En 2021, 16 500 voyageurs ont été transportés.
Un prolongement de la ligne jusqu'à Bort-les-Orgues est envisagé à l'horizon 2025.

## Fonctionnement
De début avril à fin juin et de début septembre à fin octobre, le train roule les dimanches et jeudis. En juillet et en août, le Gentiane Express circule tous les jours même si l'épidémie du covid-19 a certes perturbé le train du haut-plateau.
De nombreux trains à thèmes sont organisés tout au long de l'année : train de la chasse à l’œuf de Pâques en avril, train des étoiles pendant l'été, train de démonstration de l'arrachage de la gentiane jaune, train d'Halloween en octobre, train du père Noël en décembre.

## Matériel
L'association dispose de matériel prêté par la SNCF mais également lui appartenant :
- X2233 (série X 2200) pour les liaisons Riom-ès-Montagnes ⇔ Lugarde depuis l’été 2017
- X2238 (série X 2200) pour les liaisons Riom-ès-Montagnes ⇔ Lugarde depuis l’été 2017
- X2725 (série X 2720-RGP) assurant les liaisons Riom-ès-Montagnes ⇔ Lugarde
- X2726 (série X 2720-RGP) assurant les liaisons Riom-ès-Montagnes ⇔ Lugarde (hors-service)
- X2908 (série X 2800) assurant les liaisons Riom-ès-Montagnes ⇔ Lugarde
- X2403 (série X 2400), propriété des CFHA, assurant des trains spéciaux sur le réseau ferré national  Classé MH (2010)[4].
- X3900 (série X 3800), propriété des CFHA, ancien autorail de tournée de la SNCF.
- Une draisine Billard type 2M 004, propriété des CFHA, servant pour l'entretien de la voie.
- Une draisine DU 65 - M 007, propriété des CFHA, servant pour l'entretien de la voie.
- Une remorque XR7415, propriété des CFHA.
- Une remorque XR ABD 6072 pour les liaisons Riom-ès-Montagnes ⇔ Lugarde depuis l’été 2017
- BB-63710, utilisée pour les trains de travaux et les manœuvres depuis le 19 décembre 2018.

L'association assure l'entretien du matériel roulant ainsi que l'entretien complet de la voie entre Bort-les-Orgues et Lugarde, soit 39 km de voie.